# Hugh Town
Hugh Town (korn. Treworenys lub Tre Huw) – miejscowość w Wielkiej Brytanii, Anglii w archipelagu Scilly na wyspie St Mary’s. Jest głównym ośrodkiem wysp. W roku 2001 miasto zamieszkiwało 1068 osób. Miasto jest również największym ośrodkiem turystycznym wyspy.

## Komunikacja
Miasto posiada połączenia helikopterowe z lotniska St Mary’s Airport do Penzance i lotnicze z St Just. Istnieje również połączenie promowe z Penzance.

## Historia
Podczas angielskiej wojny domowej St Hugh było siedzibą rojalistów pod wodzą sir Johna Greenville’a. Miasto należało do korony brytyjskiej, w r. 1949 zostało sprzedane mieszkańcom.